# فاطمه عضوم
فاطمه عَضوم یا فاطمیا آدوم (فرانسوی: Fatima Adoum‎) بازیگر اهل فرانسه است.
از فیلم‌ها یا برنامه‌های تلویزیونی که وی در آن نقش داشته‌است می‌توان به شرلوک هلمز: بازی سایه‌ها، تقوی: ترس یک مرد از خدا، حمله، و بازگشت سه برادر اشاره کرد.